# ژردن ایو
ژردن پیر اَیو (فرانسوی: Jordan Pierre Ayew‎؛ زاده ۱۱ سپتامبر ۱۹۹۱) بازیکن فوتبال اهل غنا است.
وی همچنین در تیم ملی فوتبال غنا بازی کرده‌است.
او فرزند سوم اسطورهٔ فوتبال غنا، عبدی پله است و دو برادر به نام‌های عبد الرحیم و آندره دارد که هر دو نیز بازیکن فوتبال هستند.